# Argentina Range
Die Argentina Range ist ein rund 70 km langer Gebirgszug im westantarktischen Queen Elizabeth Land. Er erstreckt sich etwa 56 km östlich des nördlichen Abschnitts der Forrestal Range im nordöstlichen Teil der Pensacola Mountains. 
Entdeckt und fotografiert wurde das Gebirge während des durch die United States Navy durchgeführten Transkontinentalfluges am 13. Januar 1956 im Rahmen der ersten Operation Deep Freeze vom McMurdo-Sund zum Weddell-Meer und zurück. Das Advisory Committee on Antarctic Names benannte es nach dem südamerikanischen Staat Argentinien, der seit 1955 Forschungsstationen auf dem Filchner-Ronne-Schelfeis unterhält. Die kartografische Erfassung erfolgte durch den United States Geological Survey 1967 bis 1968 und mithilfe von Luftaufnahmen der United States Navy.